# Грюген Тауншип (округ Клінтон, Пенсільванія)
Грюген Тауншип (англ. Grugan Township) — селище (англ. township) в США, в окрузі Клінтон штату Пенсільванія. Населення — 49 осіб (2020).

## Демографія
Згідно з переписом 2010 року, у селищі мешкала 51 особа в 27 домогосподарствах у складі 16 родин. Було 143 помешкання
Расовий склад населення:
| - 90,2 % — білих - 3,9 % — корінних американців - 2,0 % — чорних або афроамериканців |

До двох чи більше рас належало 3,9 %. Частка іспаномовних становила 2,0 % від усіх жителів.
За віковим діапазоном населення розподілялося таким чином: 15,7 % — особи молодші 18 років, 58,8 % — особи у віці 18—64 років, 25,5 % — особи у віці 65 років та старші. Медіана віку мешканця становила 56,8 року. На 100 осіб жіночої статі у селищі припадало 112,5 чоловіків;  на 100 жінок у віці від 18 років та старших — 138,9 чоловіків також старших 18 років.
За межею бідності перебувало 16,2 % осіб, у тому числі 41,7 % дітей у віці до 18 років та 0,0 % осіб у віці 65 років та старших.
Цивільне працевлаштоване населення становило 14 осіб. Основні галузі зайнятості: освіта, охорона здоров'я та соціальна допомога — 28,6 %, публічна адміністрація — 14,3 %, фінанси, страхування та нерухомість — 14,3 %.